# Interkontinentální pohár 1969
Desátý ročník Interkontinentálního poháru byl odehrán ve dnech 8. října a 22. října 1969. Ve vzájemném dvouzápase se střetli vítěz PMEZ ročníku 1968/69, AC Milán a vítěz Poháru osvoboditelů ročníku 1969, Estudiantes de La Plata, který titul obhajoval.

## Násilí v průběhu zápasu
Tento ročník Intercontinentálního poháru se nechvalně proslavilo násilím a nevhodným chováním, kterého se zejména ve druhém zápase dopouštěli hráči Estudiantes. Alberto Poletti a Ramón Aguirre Suárez házeli míče do skupiny milánských hráčů během předzápasové rozcvičky. V průběhu hry Eduardo Manera kousl Saula Malatrasiho. Po skončení zápasu v Buenos Aires byli dva italští hráči napadeni a Néstor Combin byl zatčen argentinskou policií (narodil se v Argentině, ale od 18 let působil ve Francii, kde pokračoval v kariéře, aniž by vykonával povinnou vojenskou službu v rodné zemi). Utkání mělo bezprostřední politické důsledky, zejména kvůli kandidatuře Argentiny na pořádání mistrovství světa v roce 1978. Mnoho hráčů bylo zatčeno a útočník Alberto Polletti, který udeřil tvůrce hry Milána Gianniho Riveru, kopl Néstora Combina a po skončení zápasu vyvolal potyčku s diváky, byl doživotně vyloučen. Ramón Aguirre Suárez, který zlomil nos Néstoru Combinovi, byl na pět let vyloučen ze všech mezinárodních soutěží. Zápas měl částečně na svědomí i následný bojkot turnaje ze strany evropských týmů.

## 1. zápas
| 8. října 1969              |        |             |                                                                     |
| AC Milán                   | 3 : 0  | Estudiantes | Stadio Giuseppe Meazza, Milán diváci: 60.675 rozhodčí: Roger Machin |
| Sormani 8', 21' Combin 45' | report |             | Stadio Giuseppe Meazza, Milán diváci: 60.675 rozhodčí: Roger Machin |

## 2. zápas
| 22. října 1969            |        |            |                                                                     |
| Estudiantes               | 2 : 1  | AC Milán   | La Bombonera, Buenos Aires diváci: 45.000 rozhodčí: Domingo Massaro |
| Conigliaro 43' Suárez 44' | report | 30' Rivera | La Bombonera, Buenos Aires diváci: 45.000 rozhodčí: Domingo Massaro |

## Vítěz
| Interkontinentální pohár 1969 AC Milán (1. vítězství) |